# Данішево (Плоцький повіт)
Данішево (пол. Daniszewo) — село в Польщі, у гміні Бульково Плоцького повіту Мазовецького воєводства.
Населення — 176 осіб (2011).
У 1975-1998 роках село належало до Плоцького воєводства.

## Демографія
Демографічна структура станом на 31 березня 2011 року:
|          | Загалом | Допрацездатний вік | Працездатний вік | Постпрацездатний вік |
| -------- | ------- | ------------------ | ---------------- | -------------------- |
| Чоловіки | 89      | 16                 | 59               | 14                   |
| Жінки    | 87      | 12                 | 49               | 26                   |
| Разом    | 176     | 28                 | 108              | 40                   |